# Christopher Juul-Jensen
Christopher Juul-Jensen (* 6. Juli 1989 in Kilmacanogue, Irland) ist ein dänischer Radrennfahrer.

## Sportliche Laufbahn
Christopher Juul-Jensen wuchs als Sohn dänischer Eltern in Irland auf und begann dort mit dem Mountainbike-Sport. Als dort 2001 wegen der Maul- und Klauenseuche zahlreiche Wege gesperrt wurden, wechselte er auf die Straße. 2005 startete er für Irland beim Europäischen Olympischen Jugendfestival. Mit 16 Jahren zog er aus schulischen Gründen nach Dänemark.
2007 gewann Juul-Jensen in der Juniorenklasse eine Etappe bei der Tour du Pays de Vaud und entschied auch die Gesamtwertung für sich. Im selben Jahr wurde er zusammen mit Rasmus Guldhammer und Ricky Jørgensen dänischer Meister im Teamzeitfahren der Jugendklasse.
Ab 2008 fuhr Juul-Jensen für das dänische Continental Team Glud & Marstrand. In der Saison 2010 wurde er unter anderem Achter bei der U23-Austragung von Liège-Bastogne-Liège und Zweiter im U23-Straßenrennen der nationalen Meisterschaft. 2011 wurde Juul-Jesen wieder U23-Vizemeister im Straßenrennen und gewann die Gesamtwertung beim Coupe des Nations Ville Saguenay. Nach vier Jahren bei Glud & Marstrand wechselte er 2012 zum dänischen ProTeam Saxo Bank, wo er in seiner ersten Saison vor allem als Mannschaftshelfer agieren und Erfahrungen sammeln sollte.
2015 wurde Christopher Juul-jensen dänischer Meister im Einzelzeitfahren und gewann die Gesamtwertung der Dänemark-Rundfahrt. Im Jahr darauf belegte er beim Straßenrennen der Olympischen Spiele in Rio de Janeiro Rang 32.
2018 entschied Juul-Jensen die vierte Etappe der Tour de Suisse für sich.

## Erfolge
2007
- Gesamtwertung und eine Etappe Tour du Pays de Vaud
- Dänischer Jugend-Meister – Mannschaftszeitfahren (mit Rasmus Guldhammer und Ricky Jørgensen)

2011
- Gesamtwertung Coupe des Nations Ville Saguenay (U23)
- Dänischer Meister – Mannschaftszeitfahren (mit Lasse Bøchman, Daniel Foder, Jimmi Sørensen, Michael Valgren und Troels Rønning)

2015
- Dänischer Meister – Einzelzeitfahren
- Gesamtwertung Dänemark-Rundfahrt

2018
- eine Etappe Tour de Suisse

2019
- Mannschaftszeitfahren Tirreno-Adriatico
- Mannschaftszeitfahren Czech Cycling Tour

## Grand-Tour-Platzierungen
| Grand Tour            | 2014 | 2015 | 2016 | 2017 | 2018 | 2019 | 2020 | 2021 | 2022 | 2023 | 2024 |
| --------------------- | ---- | ---- | ---- | ---- | ---- | ---- | ---- | ---- | ---- | ---- | ---- |
| Giro d’ItaliaGiro     | 100  | 135  | –    | 109  | 74   | 70   | –    | 97   | 93   | –    | –    |
| Tour de FranceTour    | –    | –    | 119  | –    | –    | 112  | 99   | 114  | 127  | 117  | 97   |
| Vuelta a EspañaVuelta | –    | –    | –    | 107  | –    | –    | –    | –    | –    | –    | –    |